# Campylaspis serratipes
Campylaspis serratipes är en kräftdjursart som beskrevs av Hansen 1920. Campylaspis serratipes ingår i släktet Campylaspis och familjen Nannastacidae. Inga underarter finns listade i Catalogue of Life.